# Chiesa della Beata Vergine del Rosario (Mesola)
La chiesa della Beata Vergine del Rosario è la parrocchiale di Bosco Mesola, frazione di Mesola in provincia di Ferrara. Appartiene al vicariato di Sant'Apollinare dell'arcidiocesi di Ferrara-Comacchio e risale alla fine del XVIII secolo.

## Storia
Il territorio sul quale sorge la chiesa della Beata Vergine del Rosario attorno al X secolo e nel periodo precedente era in via di formazione grazie ai sedimenti portati dal Po di Volano. 
Quando fu possibile questi terreni vennero utilizzati a scopo agricolo e sottoposti all'abbazia di Pomposa.
Probabilmente sin da subito tali terre rientrarono tra quelle controllate dagli Este ed in seguito, per questo motivo, divenuti dominio del papato dopo la devoluzione di Ferrara del 1598.
Le prime bonifiche parziali vennero realizzate durante il periodo degli estensi e quelle più consistenti in epoca successiva. Quando si decise di far costruire una chiesa sul sito, attorno al 1794, era imminente l'occupazione napoleonica quindi il progetto venne realizzato solo in epoca successiva, quando l'area fu nelle disposizioni dell'Istituto di Santo Spirito in Sassia, a Roma.
L'edificio venne realizzato in breve tempo, attorno alla metà del XIX secolo. Un decennio dopo venne costruita anche la torre campanaria.
Con la metà del XX secolo vi fu un restauro per riparare i danni causati dagli eventi bellici e circa venti anni dopo la chiesa fu oggetto di lavori molto consistenti che portarono a rifare le coperture e il pavimento della sala, a realizzare l'adeguamento liturgico del presbiterio e ad arricchire l'edificio con nuove vetrate. 
Gli ultimi interventi si sono avuti sulla facciata nel 2000, con la sua tinteggiatura e il riposizionamento di una lapide con dedica al posto di quella che era stata distrutta durante il secondo conflitto mondiale.